# Begonia chongzuoensis
Espèce
Begonia chongzuoensis est une espèce de plantes de la famille des Begoniaceae.